# 1988年夏季残疾人奥林匹克运动会挪威代表团
1988年夏季残疾人奥林匹克运动会挪威代表团是挪威派出的1988年夏季残疾人奥林匹克运动会代表团。获得11枚金牌、11枚银牌和15枚铜牌。